# Maciej Stuhr
Maciej Jerzy Stuhr (sinh ngày 23 tháng 6 năm 1975) là một diễn viên điện ảnh, diễn viên hài và đạo diễn điện ảnh người Ba Lan.

## Tiểu sử
Năm 1999, Maciej Stuhr theo học chuyên ngành tâm lý tại Đại học Jagiellonian. Sau đó, anh học diễn xuất tại Học viện Nghệ thuật Sân khấu Quốc gia ở Kraków và tốt nghiệp vào năm 2003.
Với vai diễn trong bộ phim truyền hình Aftermath của đạo diễn Władysław Pasikowski, Maciej Stuhr được trao Giải thưởng Điện ảnh Ba Lan ở hạng mục Nam diễn viên chính xuất sắc nhất vào năm 2013. Năm 2008, anh được trao Giải thưởng Zbigniew Cybulski ở hạng mục Nam diễn viên trẻ xuất sắc nhất.

## Đời tư
Maciej Stuhr là con trai của diễn viên Jerzy Stuhr và nghệ sĩ violin Barbara Kóska. Anh có một cô em gái mang tên Marianna (sinh năm 1982). Năm 2015, anh kết hôn với Katarzyna Błażejewska.

## Thành tích nghệ thuật
| Năm       | Tựa đề                             | Vai diễn               | Ghi chú |
| --------- | ---------------------------------- | ---------------------- | ------- |
| 1988      | Decalogue X                        | Piotr                  |         |
| 1991      | V.I.P.                             |                        |         |
| 1991      | Les Enfants du Vent                | Olek                   |         |
| 1993      | Uprowadzenie Agaty                 |                        |         |
| 1997      | Love Stories                       | Ikonowicz              |         |
| 1999      | Chłopaki nie płaczą                | Kuba Brenner           |         |
| 1999      | Krugerandy                         | Panicz                 |         |
| 1999      | Fuks                               | Aleks                  |         |
| 1999      | O dwóch takich, co nic nie ukradli | Kiciuś                 |         |
| 1999      | Wszystkie pieniądze świata         | Burek                  |         |
| 2001      | The Spring to Come                 | Hipolit                |         |
| 2001      | Julie Walking Home                 | Piotr                  |         |
| 2001      | Poranek kojota                     | Kuba                   |         |
| 2001      | Wszyscy święci                     |                        |         |
| 2003      | Baśń o ludziach stąd               | Newton                 |         |
| 2003      | Pogoda na Jutro                    |                        |         |
| 2004      | The Wedding                        | Mateusz                |         |
| 2004      | Glina                              | Artur Banaś            |         |
| 2005      | Solidarność, Solidarność...        | Tomek                  |         |
| 2006      | Fundacja                           | Darek Koliba           |         |
| 2006      | Francuski numer                    | Chwastek               |         |
| 2007      | Testosterone                       | Sebastian Tretyn       |         |
| 2007      | Korowód                            | Tomek                  |         |
| 2007      | Wino truskawkowe                   | Janek                  |         |
| 2008      | 33 Scenes from Life                | Piotr, chồng của Julia |         |
| 2008      | Glina 2                            | Artur Banaś            |         |
| 2009      | Operacja Dunaj                     | Florian                |         |
| 2009      | Mistyfikacja                       | Łazowski               |         |
| 2010      | Śluby panieńskie                   | Gustaw                 |         |
| 2011      | Daas                               | Joseph II              |         |
| 2011      | Listy do M.                        | Mikołaj (Santa)        |         |
| 2012      | Obława                             | Henryk Kondolewiz      |         |
| 2012      | Pokłosie                           | Józek Kalina           |         |
| 2012      | Traffic Department                 | Zaręba                 |         |
| 2013      | Walesa. Man of Hope                | Priest                 |         |
| 2016      | Planet Single                      | Tomek                  |         |
| 2016-2017 | Belfer                             | Paweł Zawadzki         |         |
| 2018      | Planet Single 2                    | Tomek                  |         |
| 2018      | Juliusz                            | Damian                 |         |
| 2020      | The Hater                          | Paweł Rudnicki         |         |